# Barbarići
Barbarići su naseljeno mjesto u općini Bugojno, Federacija Bosne i Hercegovine, BiH.
Pripadaju mjesnoj zajednici Vileši.

## Stanovništvo

### 1991.
Nacionalni sastav stanovništva 1991. godine, bio je sljedeći:
- Srbi - 6 (100%)

### 2013.
Na popisu stanovništva 2013. godine bilo je bez stanovnika.

## Vanjske poveznice
- Satelitska snimka[neaktivna poveznica]